# Dosage du glucose par le DNS
Le dosage du glucose par le DNS est un dosage colorimétrique du glucose.

## Principe
On utilise les propriétés réductrices du glucose. À chaud et en milieu alcalin, il y a réduction de l'acide 3,5-dinitrosalicylique ou DNS (aussi appelé acide 2-hydroxy-3,5-dinitrobenzoïque) qui joue le rôle d'oxydant, le glucose étant le réducteur.
- Réaction de réduction de l'acide 3,5-dinitrosalicylique en acide 3-amino-5-nitrosalicylique (aussi appelé acide 3-amino-2-hydroxy-5-nitrobenzoïque) :

- Le glucose, quant à lui, est oxydé en divers produits d'oxydation :

Glc → produits d'oxydation + ne−
L'acide 3-amino-5-nitrosalicylique est un composé rouge. Cette réaction n'est pas stœchiométrique : il n'y a pas de bilan d'oxydoréduction. L'intensité de la coloration rouge est proportionnelle à la concentration de l'ose si l'on opère dans des conditions physico-chimiques constantes. Les droites d'étalonnage ne passent pas toujours par l'origine.
Cette méthode n'est pas applicable au dosage d'un mélange complexe de glucides réducteurs.

## Protocole

### Matériel
- Spectrophotomètre et ses cuves
- Tubes à essai lavés et secs
- Pipette automatique
- Béchers
- Fioles jaugées
- Burette
- Centrifugeuse à deux principes

### Solutions
- Solution de glucose à 0,005 mol/L
- Solution de DNS (pour 100 mL)
  - 1g d'acide 3,5-dinitrosalicylique
  - 20mL de solution de NaOH 2M
  - 30g de tartrate de sodium-potassium tetrahydraté
  - eau distillée q.s.p. 100mL
- Eau distillée
- Solution à doser

### Étapes

#### Préparation de la gamme d'étalonnage
Dans une série de tubes :
- introduire 0 - 0,2 - 0,4 - 0,6 - 0,9 - 1,2 ml de solution de glucose à 0,005 mol/L ;
- ajuster chaque tube à 1,5 ml avec de l'eau distillée ;
- ajouter 1 ml de réactif 3-5 DNS ;
- mélanger et boucher les tubes avec du coton cardé et du papier aluminium ;
- porter au bain-marie à 100 °C pendant 5 min exactement ;
- refroidir et ajouter 7,5 ml (q.s.p. 10 ml) d'eau distillée dans chaque tube (on suppose que l'évaporation est la même pour chaque tube), homogénéiser et laisser reposer pendant 15 min.

Lire les absorbances à 540 nm contre le blanc (tube no 0).

#### Essais
Ils sont à traiter dans les mêmes conditions opératoires.
 
Réaliser le dosage avec des prises d'essais de 0,5 ml diluées convenablement, additionnées d'1 ml d'eau distillée et d'1 ml de DNS.
| N° de tube                                     | 0   | 1   | 2   | 3   | 4   | 5   |
| Solution étalon de glucose à 0,005 mol/L en mL | 0   | 0,2 | 0,4 | 0,6 | 0,9 | 1,2 |
| Eau distillée en mL (avant chauffage)          | 1,5 | 1,3 | 1,1 | 0,9 | 0,6 | 0,3 |
| DNS en mL                                      | 1,0 | 1,0 | 1,0 | 1,0 | 1,0 | 1,0 |
| Eau distillée en mL (après chauffage)          | 7,5 | 7,5 | 7,5 | 7,5 | 7,5 | 7,5 |
| Quantité de glucose en µmol                    | 0   | 1,0 | 2,0 | 3,0 | 4,5 | 6,0 |

Ce tableau représente ce qui doit être mis dans chaque tube et en quelle quantité.